# Haltérophilie aux Jeux olympiques d'été de 2012 - Moins de 69 kg hommes
Navigation
Pékin 2008 Rio de Janeiro 2016
L'épreuve des moins de 69 kg en haltérophilie des Jeux olympiques d'été de 2012 a lieu le 31 juillet dans le ExCeL de Londres.

## Médaillés
| Or           | Argent   | Bronze               |
| Lin Qingfeng | Triyatno | Răzvan Martin Vacant |

## Calendrier
Toutes les heures sont en British Summer Time (UTC+1).
| Date                  | Heure           | Tour              |
| --------------------- | --------------- | ----------------- |
| Mardi 31 juillet 2012 | 10 h 00 19 h 00 | Groupe B Groupe A |

## Résultats
| Rang                               | Athlète                  | Pays            | Groupe | Poids | Arraché (kg) | Arraché (kg) | Arraché (kg) | Arraché (kg) | Épaulé-jeté (kg) | Épaulé-jeté (kg) | Épaulé-jeté (kg) | Épaulé-jeté (kg) | Total |
| Rang                               | Athlète                  | Pays            | Groupe | Poids | 1            | 2            | 3            | Résultat     | 1                | 2                | 3                | Résultat         | Total |
| ---------------------------------- | ------------------------ | --------------- | ------ | ----- | ------------ | ------------ | ------------ | ------------ | ---------------- | ---------------- | ---------------- | ---------------- | ----- |
| Médaille d'or, Jeux olympiques     | Lin Qingfeng             | Chine           | A      | 67.79 | 152          | 155          | 157          | 157          | 182              | 187              | 198              | 187              | 344   |
| Médaille d'argent, Jeux olympiques | Triyatno                 | Indonésie       | A      | 68.88 | 145          | 150          | 150          | 145          | 181              | 186              | 188              | 188              | 333   |
| -                                  | Răzvan Martin            | Roumanie        | A      | 68.61 | 149          | 152          | 152          | 152          | 177              | 180              | 182              | 180              | DSQ   |
| 4                                  | Kim Myong-Hyok           | Corée du Nord   | B      | 68.78 | 140          | 145          | 145          | 145          | 177              | 184              | 187              | 184              | 329   |
| 5                                  | Junior Sánchez           | Venezuela       | B      | 68.67 | 145          | 148          | 148          | 148          | 172              | 176              | 180              | 180              | 328   |
| 6                                  | Mete Binay               | Turquie         | A      | 68.70 | 150          | 150          | 153          | 150          | 175              | 180              | 180              | 175              | 325   |
| 7                                  | Won Jeong-Sik            | Corée du Sud    | A      | 68.73 | 144          | 147          | 147          | 144          | 178              | 186              | 187              | 178              | 322   |
| 8                                  | Sardar Hasanov           | Azerbaïdjan     | B      | 68.77 | 138          | 145          | 150          | 145          | 167              | 176              | 181              | 176              | 321   |
| 9                                  | Briken Calja             | Albanie         | A      | 68.96 | 143          | 146          | 146          | 143          | 173              | 174              | 177              | 177              | 320   |
| 10                                 | Mohamed Abdelbaki        | Égypte          | A      | 68.97 | 141          | 145          | 145          | 145          | 171              | 176              | 176              | 171              | 316   |
| 11                                 | Kim Kum-Sok              | Corée du Nord   | A      | 68.61 | 140          | 140          | 145          | 140          | 175              | 181              | 181              | 175              | 315   |
| 12                                 | Deni                     | Indonésie       | A      | 67.63 | 140          | 140          | 145          | 140          | 170              | 171              | 177              | 171              | 311   |
| 13                                 | Daniyar Ismayilov        | Turkménistan    | B      | 68.06 | 140          | 145          | 150          | 145          | 160              | 165              | 170              | 165              | 310   |
| 14                                 | Doyler Sánchez           | Colombie        | B      | 68.11 | 135          | 138          | 140          | 138          | 170              | 170              | 174              | 170              | 308   |
| 15                                 | Katulu Ravi Kumar        | Inde            | B      | 68.67 | 136          | 141          | 141          | 136          | 167              | 176              | 176              | 167              | 303   |
| 16                                 | Atthaphon Daengchanthuek | Thaïlande       | B      | 68.83 | 130          | 135          | 135          | 130          | 165              | 170              | 170              | 170              | 300   |
| 17                                 | Gareth Evans             | Grande-Bretagne | B      | 68.31 | 125          | 130          | 133          | 130          | 153              | 158              | 160              | 158              | 288   |
| 18                                 | Bünyamin Sezer           | Turquie         | B      | 66.95 | 120          | 125          | 130          | 130          | 135              | 145              | 153              | 145              | 275   |
| 19                                 | Arakel Mirzoyan          | Arménie         | A      | 68.73 | 148          | 148          | 151          | 148          | 177              | 177              | 181              | —                | Abd   |
| –                                  | Daniel Godelli           | Albanie         | A      | 68.49 | 142          | 145          | 145          | —            | —                | —                | —                | —                | Abd   |
| –                                  | Bernardin Kingue Matam   | France          | A      | 68.32 | 143          | 143          | 144          | —            | —                | —                | —                | —                | Abd   |
| –                                  | Afgan Bayramov           | Azerbaïdjan     | A      | 68.54 | 142          | 142          | 142          | —            | —                | —                | —                | —                | Abd   |
| –                                  | Bakhram Mendibaev        | Ouzbékistan     | B      | 68.69 | 135          | 135          | 135          | —            | —                | —                | —                | —                | Abd   |
| –                                  | Vencelas Dabaya          | France          | A      | 68.66 | 135          | 135          | 135          | —            | —                | —                | —                | —                | Abd   |